# Pape Ibnou Ba
Pape Ibnou Ba (sinh ngày 5 tháng 1 năm 1993) là một cầu thủ bóng đá chuyên nghiệp thi đấu ở vị trí tiền đạo cho câu lạc bộ Ligue 2 Pau, mượn từ Le Havre. Mặc dù sinh ra ở Sénégal, anh lại thi đấu cho đội tuyển quốc gia Mauritanie.

## Sự nghiệp câu lạc bộ
Ba trưởng thành từ lò đào tạo địa phương Linguère, và giữ kỉ lục vua phá lưới trong một mùa giải của Giải bóng đá Ngoại hạng Sénégal, với 17 bàn trong mùa giải 2015–16.
Vào ngày 3 tháng 1 năm 2017, Ba kí hợp đồng với đội bóng tại Giải bóng đá Ngoại hạng Liban Ahed, ghi được 3 bàn trong 5 trận.
Vào ngày 29 tháng 6 năm 2020, Ba kí hợp đồng với Niort sau màn trình diễn xuất sắc cùng với Athlético Marseille ở các hạng đấu nghiệp dư của Pháp. Anh có trận đấu ra mắt với Niort trong chiến thắng 1–0 tại Ligue 2 trước En Avant Guingamp vào ngày 22 tháng 8 năm 2020, khi ghi bàn thắng duy nhất của trận đấu.
Vào ngày 1 tháng 9 năm 2022, Ba gia nhập Pau trong một bản hợp đồng cho mượn có thời hạn 1 mùa giải.

## Sự nghiệp quốc tế
Mặc dù sinh ra ở Sénégal, Ba là người gốc Mauritanie. Anh được triệu tập vào đội tuyển quốc gia Mauritanie tham dự Cúp bóng đá châu Phi 2021. Anh ra mắt cho đội tuyển quốc gia Mauritanie trong trận hòa giao hữu 0–0 với Burkina Faso vào ngày 30 tháng 12 năm 2021.

## Danh hiệu
Al Ahed
- Giải bóng đá Ngoại hạng Liban: 2016–17